# 樊宗師
樊宗师（？—824年），字绍述。唐代南阳（今属河南）人，一作河中（府治今山西永济西）人。
樊泳之孫。樊泽之子。早年為國子主簿。元和三年（808年），拔擢军谋宏远科，授著作佐郎，分司东都，元和九年（813年），轉太子舍人，累遷至山南西道節度副使。後官金部郎中，出京為绵州刺史，長慶元年（821年），徵拜左司郎中，出京為絳州刺史。家境富裕，慷慨好施。对妻子却很吝啬。長慶四年（824年），進諫議大夫，未及就任，病卒。作文力求奇古，其詩多艰涩难解。著有《樊宗师集》291卷，已佚。今存《绛守居园池记》、《绵州越王楼诗并序》二篇。